# Cedrik-Marcel Stebe
Cedrik-Marcel Stebe, né le 9 octobre 1990 à Mühlacker, est un joueur allemand de tennis, professionnel depuis 2010.

## Carrière
Il a remporté 6 tournois Challenger en simple dans sa carrière : Shanghai, Bangkok et les ATP Challenger Tour Finals à São Paulo en 2011, Meknès en 2013 et Poprad et Vancouver en 2017.
En 2011, il atteint les quarts de finale du tournoi de Stuttgart en éliminant le Russe Nikolay Davydenko no 29 mondial et l'Italien Fabio Fognini mais il perd contre le futur finaliste du tournoi, l'Espagnol Pablo Andújar. Puis il atteint les huitièmes de finale à Hambourg, en éliminant une nouvelle fois Nikolay Davydenko mais aussi Juan Carlos Ferrero ; il est stoppé cette fois par Fernando Verdasco.
Il est présent au premier tour des Internationaux de France à Roland-Garros en 2019 où il est éliminé sèchement par le Russe Karen Khachanov en trois sets (1-6, 1-6, 4-6).

## Palmarès

### Titre en simple messieurs
Aucun

### Finale en simple messieurs
| No | Date       | Nom et lieu du tournoi                     | Catégorie | Dotation  | Surface      | Vainqueur            | Score    |          |
| -- | ---------- | ------------------------------------------ | --------- | --------- | ------------ | -------------------- | -------- | -------- |
| 1  | 22-07-2019 | J. Safra Sarasin Swiss Open Gstaad, Gstaad | ATP 250   | 524 340 € | Terre (ext.) | Albert Ramos-Viñolas | 6-3, 6-2 | Parcours |

## Parcours dans les tournois duGrand Chelem

### En simple
| Année | Open d'Australie | Open d'Australie | Internationaux de France | Internationaux de France | Wimbledon       | Wimbledon       | US Open        | US Open       |
| ----- | ---------------- | ---------------- | ------------------------ | ------------------------ | --------------- | --------------- | -------------- | ------------- |
| 2011  | —                | —                | —                        | —                        | 1er tour (1/64) | Grigor Dimitrov | —              | —             |
| 2012  | 1er tour (1/64)  | Lleyton Hewitt   | 2e tour (1/32)           | J.-W. Tsonga             | 1er tour (1/64) | Marin Čilić     | 2e tour (1/32) | Grega Žemlja  |
| 2013  | 1er tour (1/64)  | S. Wawrinka      | —                        | —                        | —               | —               | —              | —             |
| 2014  | —                | —                | —                        | —                        | —               | —               | —              | —             |
| 2015  | —                | —                | —                        | —                        | —               | —               | —              | —             |
| 2016  | —                | —                | —                        | —                        | —               | —               | —              | —             |
| 2017  | —                | —                | —                        | —                        | —               | —               | 2e tour (1/32) | Damir Džumhur |
| 2018  | 1er tour (1/64)  | M. Marterer      | —                        | —                        | —               | —               | —              | —             |
| 2019  | —                | —                | 1er tour (1/64)          | K. Khachanov             | 1er tour (1/64) | Reilly Opelka   | 2e tour (1/32) | Marin Čilić   |
| 2020  | 1er tour (1/64)  | Benoît Paire     | —                        | —                        | Annulé          | Annulé          | —              | —             |
| 2021  | 1er tour (1/64)  | Auger-Aliassime  |                          |                          |                 |                 |                |               |

N.B. : à droite du résultat se trouve le nom de l'ultime adversaire.

### En double
| Année | Open d'Australie            | Open d'Australie             | Internationaux de France | Internationaux de France | Wimbledon                 | Wimbledon             | US Open | US Open |
| ----- | --------------------------- | ---------------------------- | ------------------------ | ------------------------ | ------------------------- | --------------------- | ------- | ------- |
| 2012  | 1er tour (1/32) I. Ljubičić | A.-U.-H. Qureshi J.-J. Rojer | 1er tour (1/32) B. Tomic | Ivan Dodig M. Melo       | 2e tour (1/16) Be. Becker | C. Guccione L. Hewitt | —       | —       |

N.B. : le nom du partenaire se trouve sous le résultat ; le nom des ultimes adversaires se trouve à droite.

## Parcours dans lesMasters 1000
| Année | Indian Wells         | Miami              | Monte-Carlo | Madrid | Rome | Canada | Cincinnati | Shanghai | Paris |
| ----- | -------------------- | ------------------ | ----------- | ------ | ---- | ------ | ---------- | -------- | ----- |
| 2012  | 1er tour R. Sweeting | 2e tour R. Gasquet | —           | —      | —    | —      | —          | —        | —     |

N.B. : sous le résultat se trouve le nom de l’ultime adversaire.

## Classement ATP en fin de saison
| Année          | 2008 | 2009 | 2010 | 2011 | 2012 | 2013 | 2014 | 2015 | 2016 | 2017 | 2018 | 2019 | 2020 |
| Rang en simple | 944  | 556  | 378  | 81   | 177  | 170  | -    | 1324 | 463  | 82   | 1031 | 165  | 126  |

Source : (en) Classements de Cedrik-Marcel Stebe sur le site officiel de la Fédération internationale de tennis